# Lake Mohonk Konferenz zur Internationalen Schiedsgerichtsbarkeit

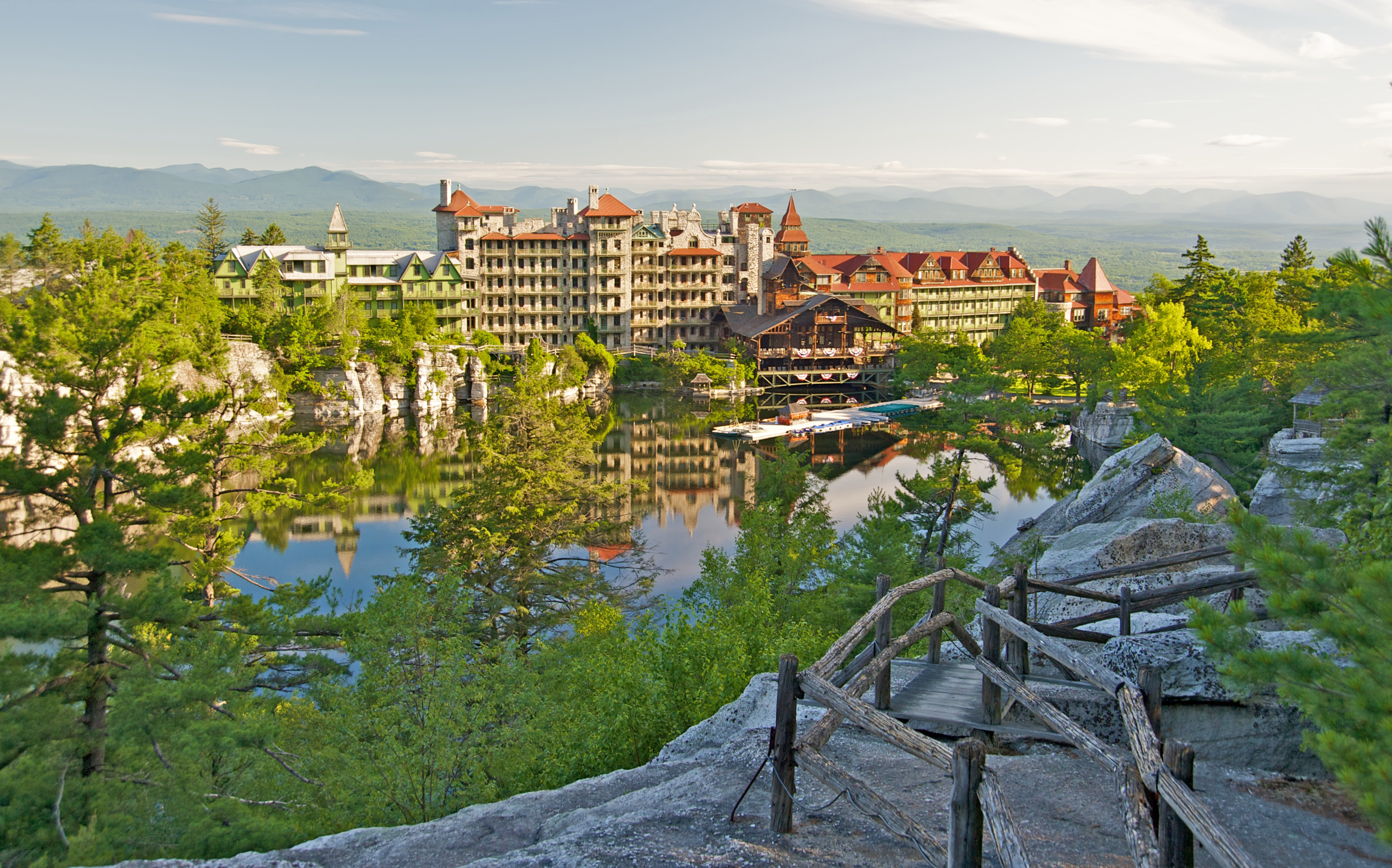
Mohonk Mountain House

Die Lake Mohonk Konferenz zur Internationalen Schiedsgerichtsbarkeit (Lake Mohonk Conference on International Arbitration) war ein zwischen 1895 und 1916 jährlich stattfindendes Treffen zur Förderung der internationalen Schiedsgerichtsbarkeit.
Die erste Konferenz fand im Juni 1895 am Lake Mohonk in Ulster County, New York statt. Auf Betreiben von Albert Keith Smiley, dem Besitzer von Mohonk Mountain House, trafen sich etwa 50 Personen. Mit der Zeit nahm die Zahl der Teilnehmer stetig zu. So nahmen bis zu 300 Vertreter aus Politik, Wirtschaft, Religion und Presse an den Konferenzen teil. Unter anderem nahm ʿAbdul-Baha' während einer seiner Reisen in den Westen an der Konferenz teil. Nach dem Tod Albert K. Smileys im Jahr 1912 übernahm dessen Halbbruder Daniel Smiley die Rolle des Gastgebers. Die letzte Konferenz fand 1916 statt. Zwar gab es für 1917 bereits Pläne, eine weitere Zusammenkunft abzuhalten, diese fand aber, unter anderem wegen des Ersten Weltkriegs nicht statt. Die Konferenzbeiträge wurden schriftlich festgehalten und später von der Familie Smileys dem Swarthmore College zu Forschungszwecken vermacht. Die jährlichen Treffen hatten im Bereich der internationalen Schiedsgerichtsbarkeit erhebliche Auswirkungen. Neben Gesprächen zu internationalen Verträgen hat die Gründung des Ständigen Schiedshofs in Den Haag ihre Wurzel unter anderem in der Lake Mohonk Konferenz. Zudem wurde auf der elften Konferenz im Jahr 1905 die Gründung der Amerikanischen Gesellschaft für internationales Recht beschlossen.